# Кумарибо
Кумарибо (исп. Cumaribo) — город и муниципалитет на востоке Колумбии, на территории департамента Вичада.

## История
Поселение, из которого позднее вырос город, было основано в 1959 году. Муниципалитет Кумарибо был выделен в отдельную административную единицу в 1996 году.

## Географическое положение
Город расположен на юге департамента, в пределах равнины Льянос-Ориноко, к северу от реки Вичады, на расстоянии приблизительно 318 километров к юго-западу от города Пуэрто-Карреньо, административного центра департамента. Абсолютная высота — 161 метр над уровнем моря.
Муниципалитет Кумарибо граничит на северо-западе с территорией муниципалитета Санта-Росалия, на севере — с муниципалитетом Ла-Примавера, на северо-востоке — с муниципалитетом Пуэрто-Карреньо, на западе — с территорией департамента Мета, на юго-западе — с территорией департамента Гуавьяре, на юге — с территорией департамента Гуайния, на востоке — с территорией Венесуэлы. Площадь муниципалитета составляет 65 193 км².

## Население
По данным Национального административного департамента статистики Колумбии, совокупная численность населения города и муниципалитета в 2015 году составляла 36 867 человек.
Динамика численности населения муниципалитета по годам:
| 2005   | 2006   | 2007   | 2008   | 2009   | 2010   | 2011   | 2012   | 2013   | 2014   | 2015   |
| ------ | ------ | ------ | ------ | ------ | ------ | ------ | ------ | ------ | ------ | ------ |
| 28 718 | 29 439 | 30 218 | 31 056 | 31 855 | 32 664 | 33 480 | 34 307 | 35 146 | 35 999 | 36 867 |

Согласно данным переписи 2005 года мужчины составляли 52,5 % от населения Кумарибо, женщины — соответственно 47,5 %. В расовом отношении индейцы составляли 63,2 % от населения города; белые и метисы — 36,5 %; негры, мулаты и райсальцы — 0,3 %.
Уровень грамотности среди всего населения составлял 74 %.

## Экономика
54,6 % от общего числа городских и муниципальных предприятий составляют предприятия торговой сферы, 23,4 % — промышленные предприятия, 22 % — предприятия сферы обслуживания.

## Транспорт
К востоку от города расположен одноимённый аэропорт.